# 高隈ダム
高隈ダム（たかくまダム）は、鹿児島県鹿屋市下高隈町古園、一級河川・肝属川水系串良川に建設されたダムである。
かんがいを目的に農林水産省九州農政局が管理する農林水産省直轄ダムで、堤高47.0mの重力式コンクリートダムであり大隅半島では最大規模のダムである。長年不毛の大地であった笠野原台地への農業用水を供給する「国営笠野原農業水利事業」の根幹施設として建設された。ダムによってできた人造湖は旧国名である大隅国より大隅湖（おおすみこ）と呼ばれている。

## 歴史
鹿屋市市街地の北東部に広がる笠野原はシラス台地と呼ばれる保水力の小さい火山灰土壌の高台であり、川は深い谷を穿っているため農業用水や生活用水を得ることが困難な土地であった。このため地域によっては80メートル以上の深さの井戸を掘り、牛の力を借りて水を得る有様であった。このような状況を改善するために1947年（昭和22年）頃からダム建設の検討が行われ、1959年（昭和34年）に着工され、1967年（昭和42年）3月に完成した。ダムの建設に伴い約200戸の住民が移転を余儀なくされた。灌漑面積は4,807ヘクタール（笠野原自体は6,000ヘクタール）におよぶ。